# Prieto picudo

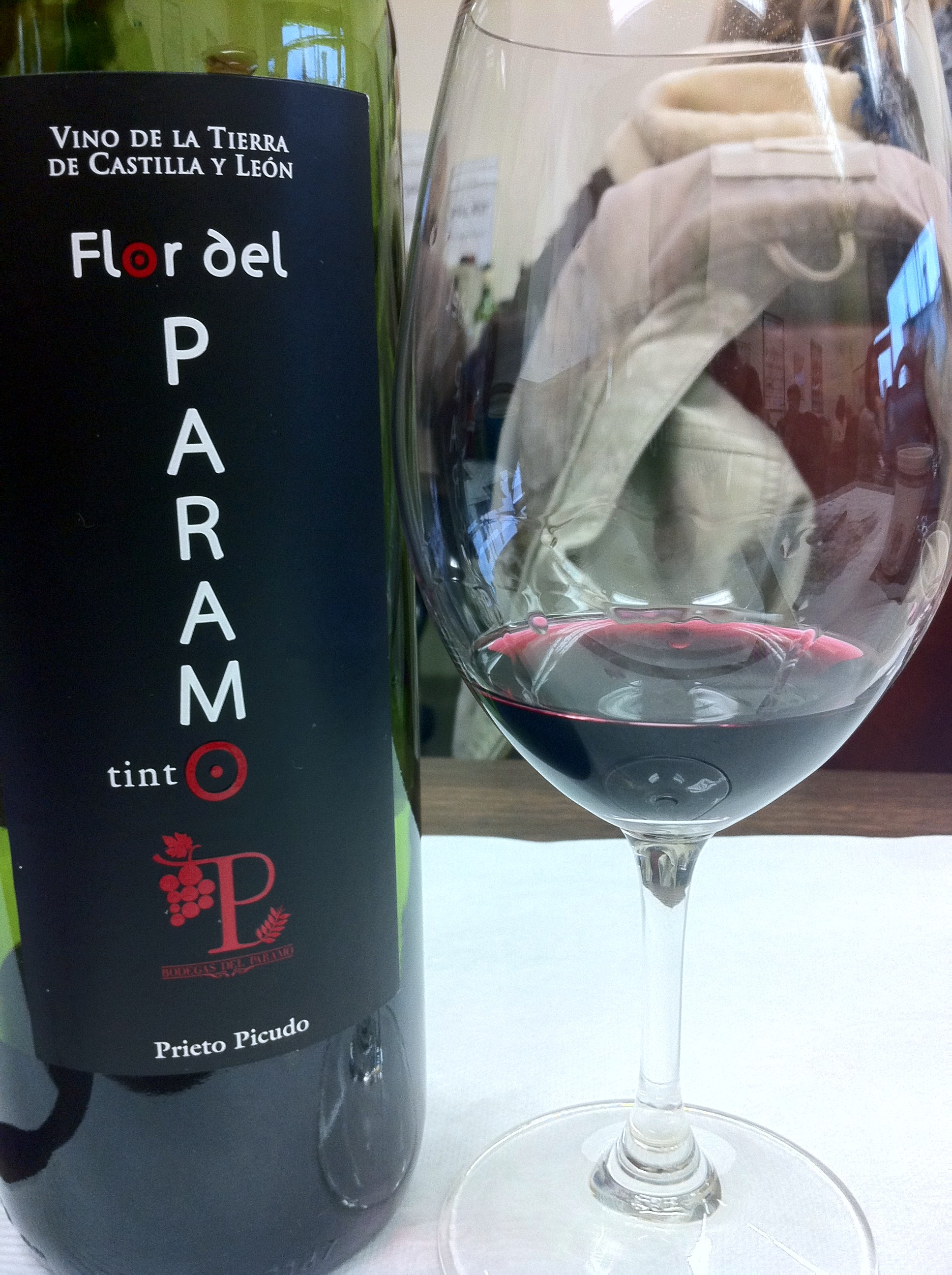
Prieto Picudo

Le prieto picudo est l'un des principaux cépages rouges utilisés dans les vins de l'appellation d'origine espagnole (DO) Tierra de León et de l'AOP Valles de Benavente dans la province de Zamora, en Espagne. C'est une variété très colorée, avec une acidité notable et une grande quantité de sucre et de tanin. Cette concentration donne aux vins un goût spécial et différent.

## Régions
La DO Tierra de León comprend plusieurs municipalités de León et certaines de Valladolid. La particularité de cette DO est l'utilisation de ses cépages autochtones prieto picudo (rouge) et albarín (blanc). L'AOP Valles de Benavente couvre les communes du nord-est de la province de Zamora.
Le prieto picudo est originaire de la zone de Valdevimbre, Los Oteros et des rives de la rivière Cea à León et des municipalités des vallées de Tera, Vidriales et Valverde dans la province de Zamora, et occupe actuellement une superficie de 3 000 hectares de vignobles. Selon l'arrêté APA/1819/2007, qui actualise l'annexe V, classification des variétés de vigne, du décret royal 1472/2000 du 4 août 2000, qui réglemente le potentiel de production viticole, le prieto picudo est une variété recommandée pour la région de León et est autorisé en Andalousie et en Castille-La Manche.
Certaines bodegas produisant du vin prieto picudo dans la région sont : Bodegas Pobladura (Pobladura de los Oteros), Bodegas Vinos de León (Armunia, Valdevimbre et Pajares de los Oteros), Bodegas Tampesta (Valdevimbre), Los Palomares (Valdevimbre), Leyenda del Páramo (Valdevimbre), la Cooperativa Vinícola Comarcal (à Valdevimbre), Bodegas Julio Crespo (village de Villalmán), Gordonzello (Gordoncillo), Dominio DosTares (Pajares de los Oteros) et Bodegas Otero (Benavente).

## Caractéristiques
Le cépage prieto picudo se distingue facilement par sa grappe serrée et ses baies ovales et pointues, d'où le nom de la variété : grappe prieto et baie pointue. Sa peau est noire bleutée, sa saveur et son arôme sont doux et intenses. Les vieilles vignes ont la tête enterrée et les branches étalées sur le sol, ce qui est tout à fait inhabituel. Cela rend sa taille différente de toute autre, beaucoup plus sacrificielle, la disposition des branches vous oblige à le faire à genoux, c'est la fameuse et unique taille en herse.
Il est planté sur des treillis, pour améliorer sa production, mais il n'a pas été établi quel type de taille est le plus pratique, le plus sûr est le pouce et la tige, qui garantit une bonne production, mais il a l'inconvénient d'une bonne taille et de l'attachement ultérieur.

## Vins
Les vins de cépage élaborés à partir de ce raisin ont des caractéristiques similaires à ceux élaborés à partir du Tempranillo. Il produit des vins très aromatiques et personnels, bien qu'un peu légers en couleur.
Ce raisin est utilisé pour produire un vino de aguja (vin mousseux), élaboré selon la méthode madreo. Le processus de ce vin consiste à provoquer une seconde fermentation lente, qui améliore sa qualité, en lui donnant le piquant typique du CO2 naturel dissous, sans devenir pétillant. Cette seconde fermentation est obtenue en ajoutant au moût des raisins entiers sélectionnés du prieto picudo. La plus grande proportion possible de raisins prieto picudo est requise tout au long du processus.